# (1390) Abastumani
Pour l’article homonyme, voir Abastumani.
(1390) Abastumani est un astéroïde de la ceinture principale extérieure découvert par Pelagueïa Shajn à Simeïz le 3 octobre 1935.